# Door (De Dijk)
Door is het twaalfde studioalbum van de Nederlandse band De Dijk, uitgebracht in 2003.

## Nummers
| Nr. | Titel                       | Schrijver(s)                                          | Duur |
| --- | --------------------------- | ----------------------------------------------------- | ---- |
| 1.  | Zevende hemel               | Nico Arzbach, Huub van der Lubbe                      | 4:46 |
| 2.  | Beter dan ooit              | Nico Arzbach, Antonie Broek, Huub van der Lubbe       | 4:47 |
| 3.  | Wil je altijd van me houden | Nico Arzbach, Antonie Broek, Huub van der Lubbe       | 4:35 |
| 4.  | Huil maar niet              | Antonie Broek, Nico Arzbach, Huub van der Lubbe       | 4:31 |
| 5.  | Muzikanten dansen niet      | Nico Arzbach, Antonie Broek, Huub van der Lubbe       | 5:09 |
| 6.  | Hou me vast                 | Pim Kops, Nico Arzbach, huub van der Lubbe            | 4:46 |
| 7.  | Was dat maar waar           | Pim Kops, Huub van der Lubbe                          | 3:25 |
| 8.  | Onderuit                    | Huub van der Lubbe                                    | 7:25 |
| 9.  | Dat zou mooi zijn           | Nico Arzbach, Roland Brunt, Huub van der Lubbe        | 3:20 |
| 10. | Als het golft               | Nico Arzbach, Ruud Musman                             | 4:08 |
| 11. | Als ze er niet is           | Hans van der Lubbe, Huub van der Lubbe                | 4:08 |
| 12. | Nergens goed voor           | Pim Kops, Huub van der Lubbe                          | 4:59 |
| 13. | Ga in mijn schoenen staan   | Joe South, de formatie Concordia                      | 5:03 |
| 14. | Zoals nog nooit             | Hans van der Lubbe, Antonie Broek, Huub van der Lubbe | 5:59 |